# Polanica-Zdrój (stacja kolejowa)
Polanica-Zdrój – stacja kolejowa w Polanicy-Zdroju, w Polsce, w województwie dolnośląskim, w powiecie kłodzkim. Według klasyfikacji PKP ma kategorię dworca lokalnego.

## Ruch pasażerski
| Rok  | Wymiana pasażerska na dobę |
| ---- | -------------------------- |
| 2017 | 150-299                    |
| 2022 | 300-499                    |

## Lokalizacja
Stacja kolejowa położona na linii kolejowej z Kłodzka do Kudowy-Zdroju. Znajduje się na niezelektryfikowanej trasie o znaczeniu lokalnym, w pewnym oddaleniu od centrum Polanicy-Zdroju, dawniej na terenie wsi Sokołówka (niem. Falkenhain), wchodzącej do 1952 w skład gminy wiejskiej Polanica Zdrój, a w tej części w 1954 włączonej do Polanicy (całą wieś włączono do tego miasta w 1973, wraz z Nowym Wielisławiem).

## Historia
W latach 80. XIX w. postanowiono połączyć Kłodzko, stolicę regionu, z uzdrowiskami, położonymi na zachodzie powiatu kłodzkiego. Do realizacji tego przedsięwzięcia przystąpiono w drugiej połowie tej dekady. Pierwszy fragment linii do Szczytnej wybudowano w latach 1886–1890.
W tym czasie w Polanicy-Zdroju zbudowano przystanek osobowy dla obsługi podróżnych i niewielkiego ruchu towarowego. Do tego celu służył dworzec z poczekalnią i małym magazynem. 15 listopada 1890 wjechał tu pierwszy pociąg. Liczba podróżnych, którzy odwiedzali uzdrowisko w Polanicy-Zdroju, zwiększała się z roku na rok, dlatego w latach 1914–1918 postanowiono przebudować stację. W tym czasie wybudowano część towarową stacji, m.in.: wagę, rampę ładunkową i plac ładunkowy, dobudowano 3. tor dla zwiększenia możliwości mijania się pociągów oraz wydłużono perony z 50 do 250 m.
Po II wojnie światowej i przejęciu ziemi kłodzkiej przez Polskę w maju 1945 przemianowano stację na Wrześniów (miastu nadano nazwę Puszczyków Zdrój). W maju 1946 r. Komisja Ustalania Nazw Miejscowości ustaliła nazwę Polanica-Zdrój.
Obecnie w budynku dworca funkcjonuje poczekalnia dla podróżnych w dawnym holu kasowym. Kasa jest nieczynna. Stacja nie spełnia już funkcji towarowych, a wjazd na teren części towarowej jest zablokowany urządzeniami technicznymi. Ruch jest kierowany przez dyżurnego ruchu.
W 2013 przeprowadzono remont stacji, który obejmował wymianę torowiska, przebudowę peronu z dostosowaniem dla niepełnosprawnych oraz odnowienie wiaty. Remont zakończono 9 czerwca 2013. Stację w Polanicy obsługują szynobusy Kolei Dolnośląskich.
Na stacji znajdują się coraz rzadziej spotykane semafory kształtowe. 

## W kulturze
Stacja zagrała dworzec w Lutyniu w filmie Wielki Szu.W jednej ze scen  „Wielki Szu” (Jan Nowicki) wysiada z pociągu na stacji.

## Galeria

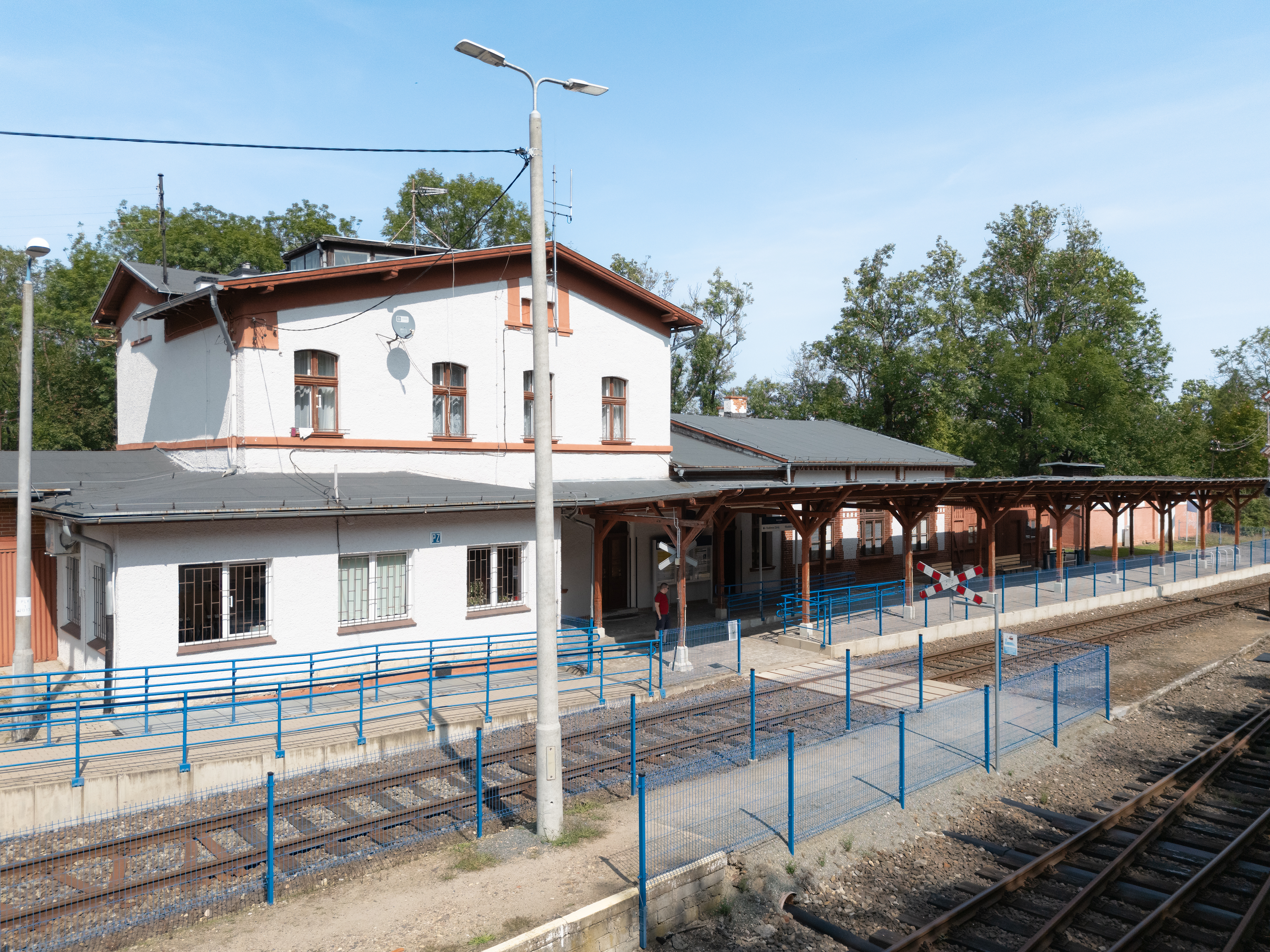
Budynek stacji i peron
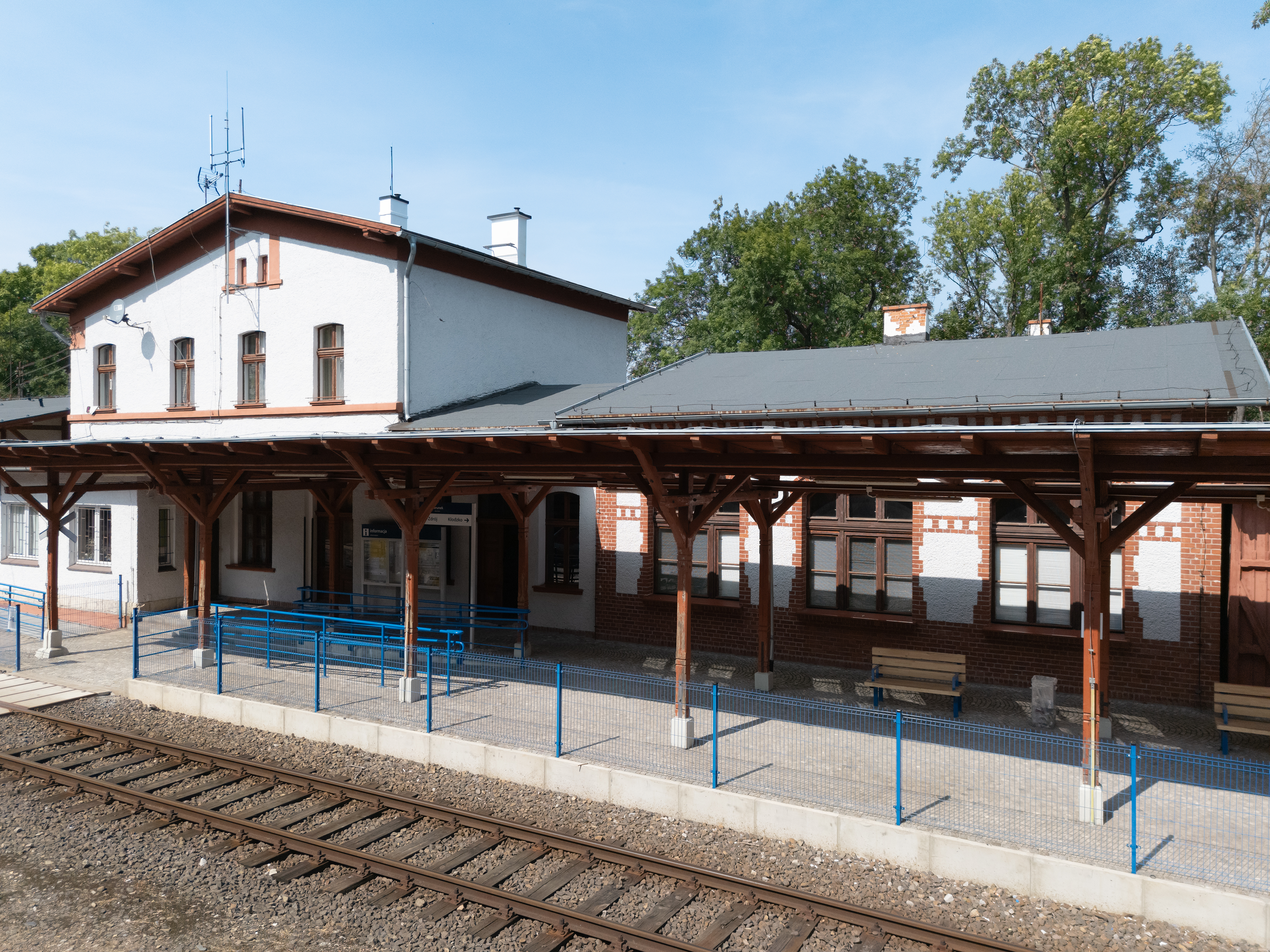
Budynek stacji i peron
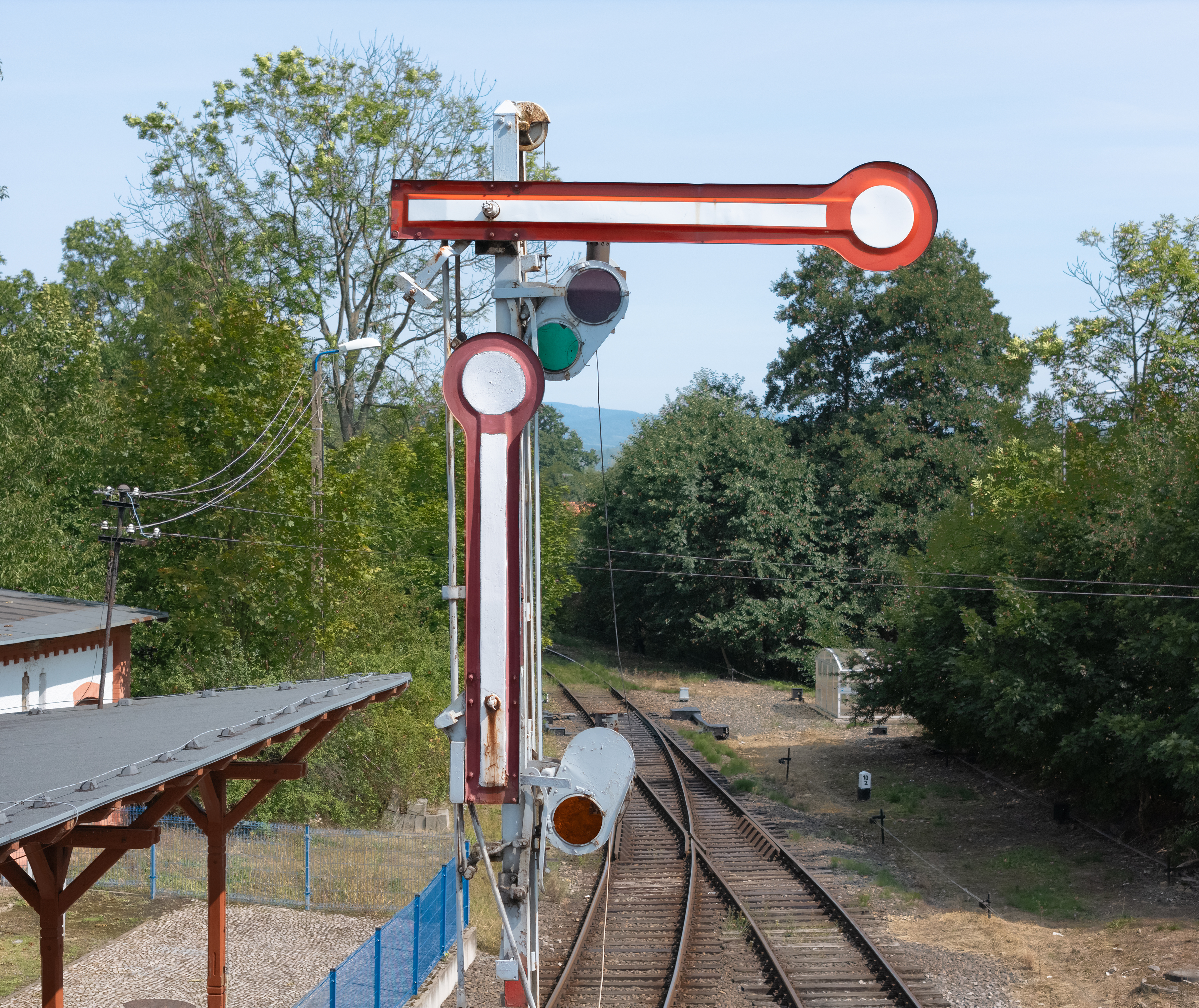
Semafor
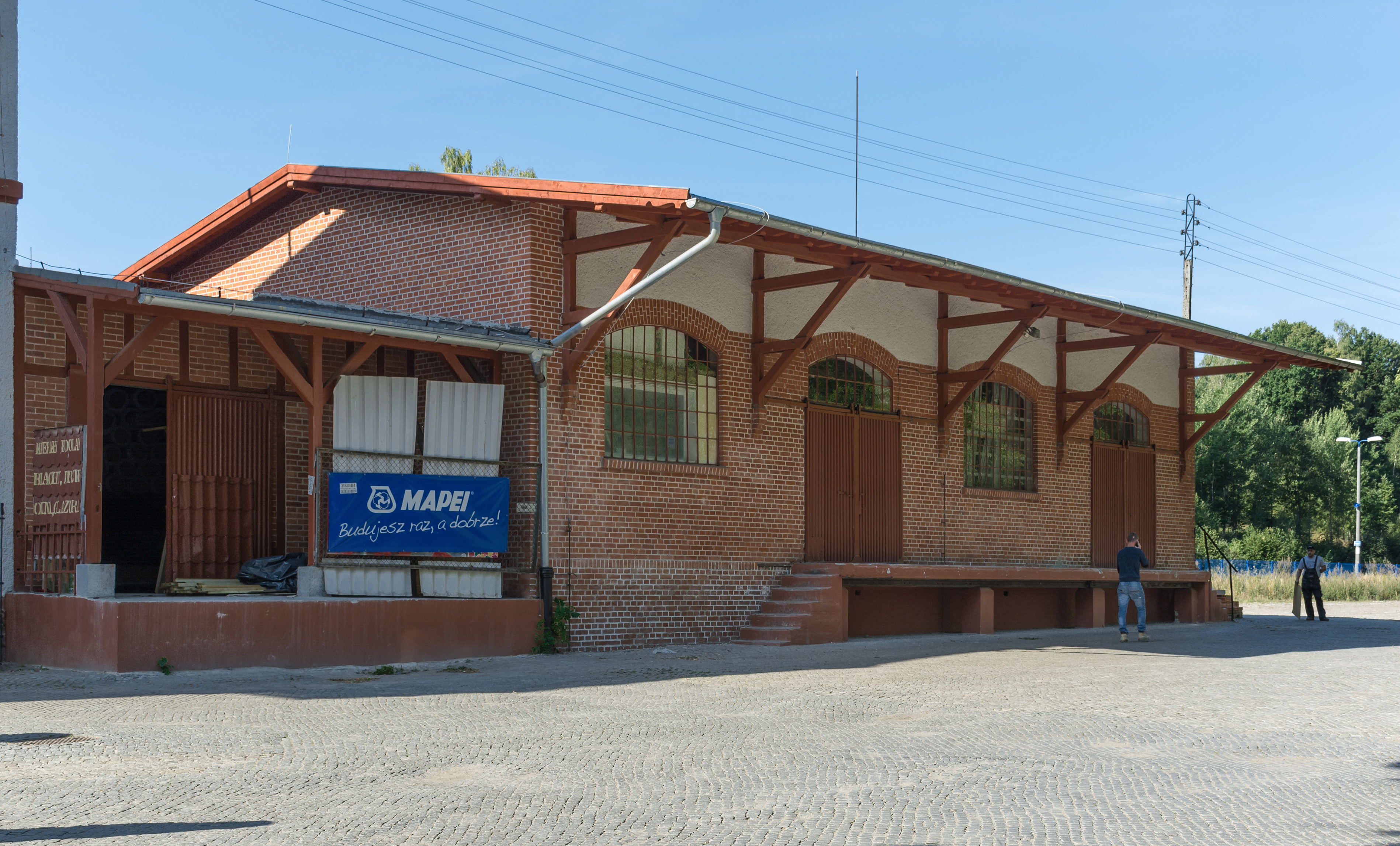
Część spedycyjna
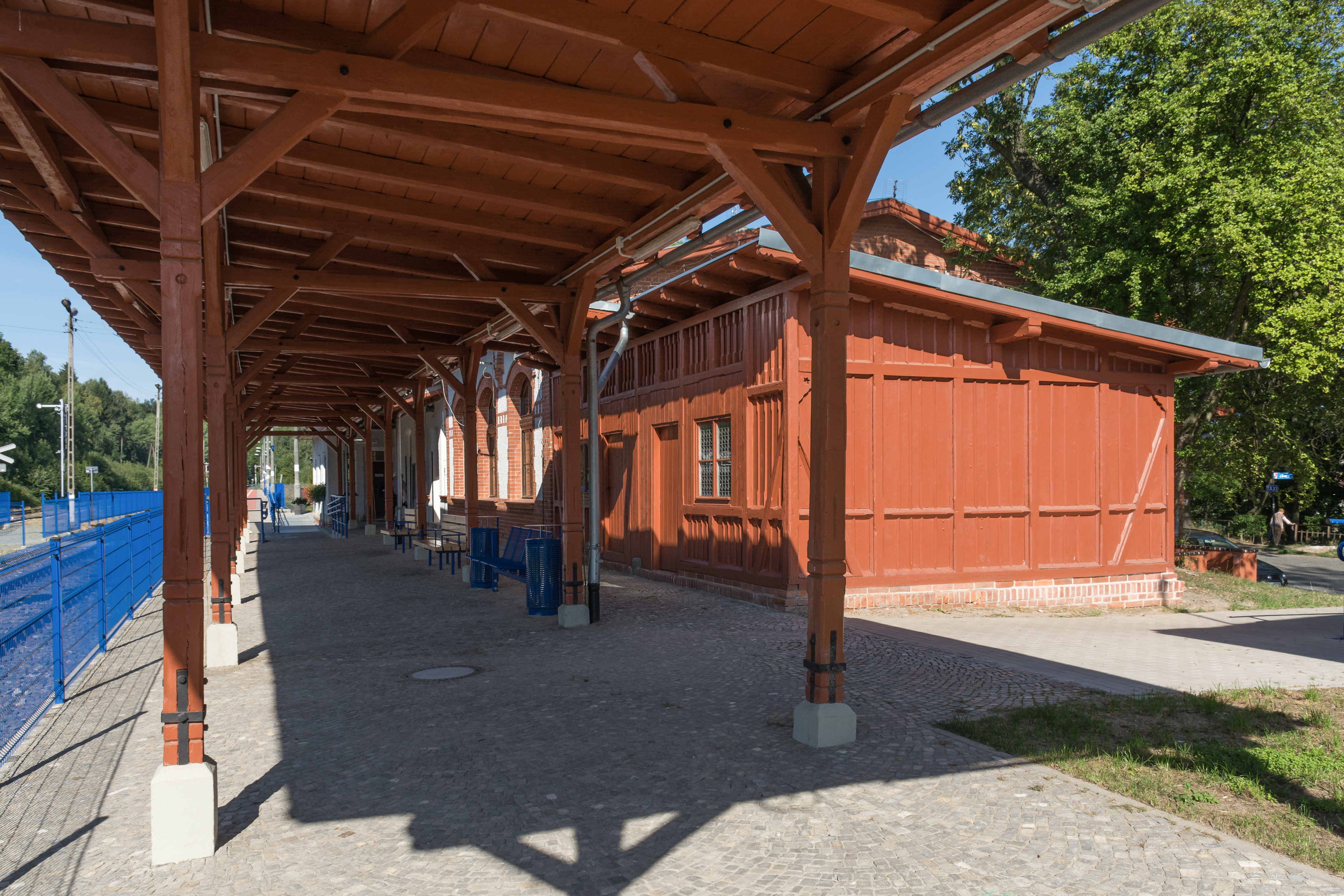
Peron
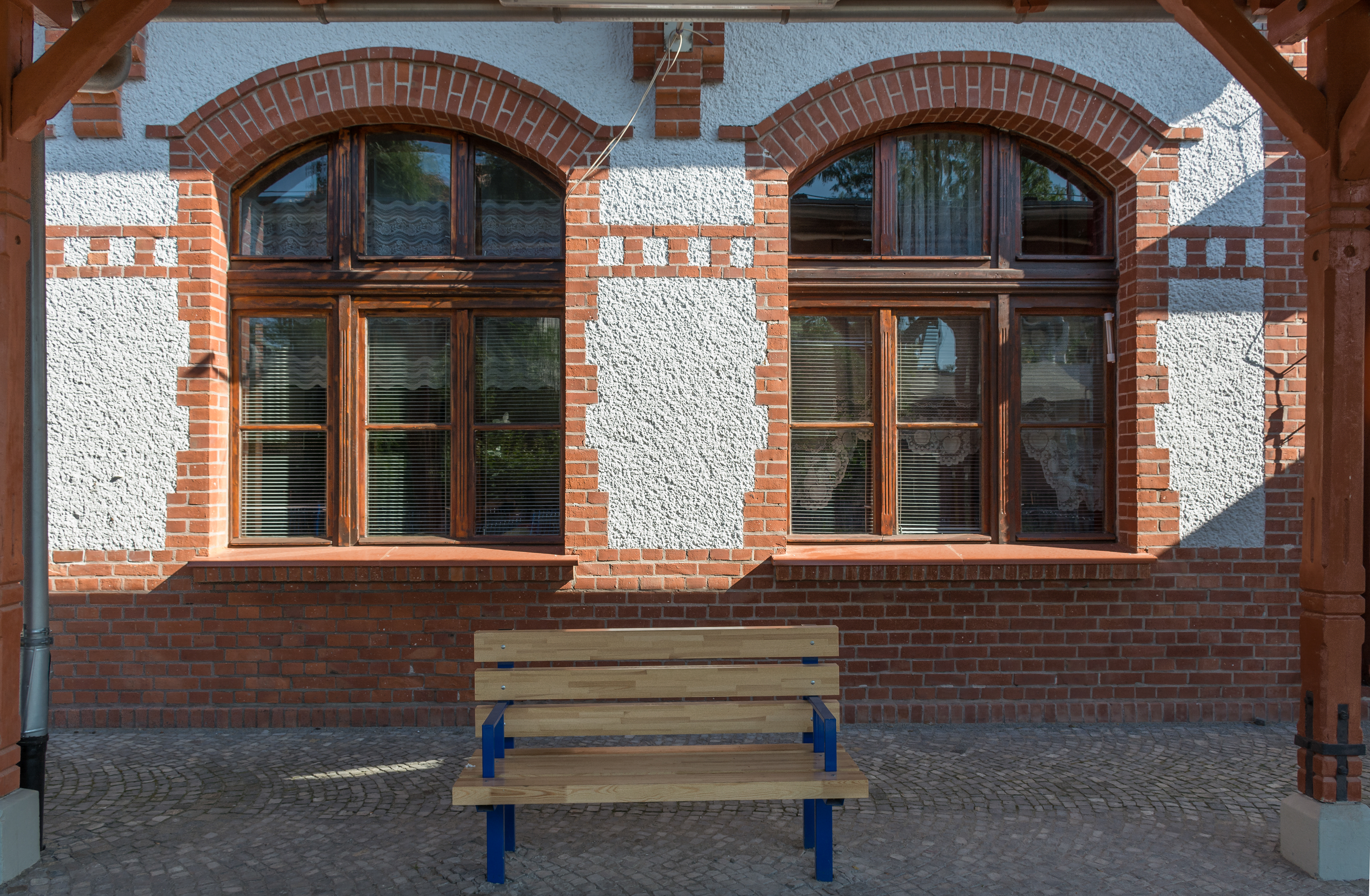
Fragment peronu